# Stamnodes columba
Stamnodes columba là một loài bướm đêm trong họ Geometridae.